# Volleybalvereniging SSS 2022-2023
Questa voce raccoglie le informazioni riguardanti il Volleybalvereniging SSS nelle competizioni ufficiali della stagione 2022-2023.

## Stagione
Il  partecipa alla stagione 2022-23 con la denominazione sponsorizzata Simplex SSS.
Ottiene un quinto posto al termine della regular season di Eredivisie, che vale la qualificazione alla Pool scudetto, dove si conferma alla quinta posizione. Si spinge invece fino alle semifinali nel corso della Coppa dei Paesi Bassi.

## Organigramma societario
Area direttiva
- Presidente: Gepko Hahn
- Team manager: Guido Meijs

Area tecnica
- Allenatore: Paul van der Ven
- Secondo allenatore: Marnix Elbers
- Assistente allenatore: Gert Hoogendoorn, Tom Buijs
- Scoutman: Lourens van der Linden, Marloes Lugtenberg
- Preparatore atletico: Hein Macknack

## Rosa
| N° | Nome              | Ruolo | Data di nascita   | Nazionalità sportiva |
| -- | ----------------- | ----- | ----------------- | -------------------- |
| 2  | Jochem Bloem      | C     | 2000              | Paesi Bassi          |
| 3  | Hugo van Garderen | P     | 7 dicembre 1996   | Paesi Bassi          |
| 4  | Niek Bakker       | C     | 7 marzo 1999      | Paesi Bassi          |
| 5  | Robin van Weerd   | S     | 25 luglio 1999    | Paesi Bassi          |
| 6  | Edvin Svärd       | L     | 29 marzo 1999     | Svezia               |
| 7  | Johan Gruvaeus    | O     | 12 aprile 1997    | Svezia               |
| 9  | Bram Berger       | O     | 27 aprile 2001    | Paesi Bassi          |
| 10 | Ludrich Inocente  | C     | 13 settembre 1996 | Paesi Bassi          |
| 11 | Cas Abraham       | S     | 17 maggio 1999    | Paesi Bassi          |
| 12 | Sjoerd Zegwaard   | C     | 15 marzo 2003     | Paesi Bassi          |
| 13 | Kian Macnack      | O     | 26 gennaio 2003   | Paesi Bassi          |
| 14 | Tom Koops         | S     | 10 dicembre 2000  | Paesi Bassi          |
| 15 | Noah van Dam      | P     | 9 giugno 1999     | Paesi Bassi          |

## Statistiche

### Statistiche di squadra
| Competizione          | Punti | In casa | In casa | In casa | In trasferta | In trasferta | In trasferta | Totale | Totale | Totale |
| Competizione          | Punti | G       | V       | P       | G            | V            | P            | G      | V      | P      |
| --------------------- | ----- | ------- | ------- | ------- | ------------ | ------------ | ------------ | ------ | ------ | ------ |
| Eredivisie            | 51/12 | 16      | 11      | 5       | 16           | 10           | 6            | 32     | 21     | 11     |
| Coppa dei Paesi Bassi | -     | 2       | 1       | 1       | 2            | 2            | 0            | 4      | 3      | 1      |
| Totale                | -     | 18      | 12      | 6       | 18           | 12           | 6            | 36     | 24     | 12     |

### Statistiche dei giocatori
Dati non disponibili.